# Ziggy Stardust: The Motion Picture
Ziggy Stardust: The Motion Picture es un álbum en vivo del músico británico David Bowie, publicado en octubre de 1983. La música fue grabada durante la gira de Ziggy Stardust en el Hammersmith Odeon en Londres el 3 de julio de 1973, a pesar de que el álbum no fue publicado por RCA Records hasta 1983.

## Relanzamientos
Ziggy Stardust: The Motion Picture ha sido publicado en CD dos veces; la primera vez el 7 de agosto de 1992 por Rykodisc. En abril de 2003, el 30th Anniversary 2CD Set fue publicado por Virgin EMI Records, producido por Tony Visconti. Contiene material adicional, incluyendo las introducciones, fragmentos hablados y la versión completa de «The Width of a Circle». Sin embargo, el encore con las canciones «The Jean Genie», «Love Me Do» y «Round and Round» sigue siendo omitido.

## Lista de canciones
Todas las canciones escritas por David Bowie, excepto donde está anotado.
| Lado uno | |          |  |
| N.º      | Título                                                                                                  | Duración |  |
| 1.       | «Hang On to Yourself»                                                                                   | 2:56     |  |
| 2.       | «Ziggy Stardust»                                                                                        | 3:09     |  |
| 3.       | «Watch That Man»                                                                                        | 4:10     |  |
| 4.       | «Medley» - I. «Wild Eyed Boy from Freecloud» - II. «All the Young Dudes» - III. «Oh! You Pretty Things» | 6:37     |  |

| Lado dos |                    |                           |          |  |
| N.º      | Título             | Escritor(es)              | Duración |  |
| 1.       | «Moonage Daydream» |                           | 6:17     |  |
| 2.       | «Space Oddity»     |                           | 4:51     |  |
| 3.       | «My Death»         | Jacques Brel, Mort Shuman | 6:01     |  |

| Lado tres |                         |          |  |
| N.º       | Título                  | Duración |  |
| 1.        | «Cracked Actor»         | 2:52     |  |
| 2.        | «Time»                  | 5:20     |  |
| 3.        | «The Width of a Circle» | 9:39     |  |

| Lado cuatro |                                  |                             |          |  |
| N.º         | Título                           | Escritor(es)                | Duración |  |
| 1.          | «Changes»                        |                             | 3:35     |  |
| 2.          | «Let's Spend the Night Together» | Mick Jagger, Keith Richards | 3:08     |  |
| 3.          | «Suffragette City»               |                             | 3:00     |  |
| 4.          | «White Light/White Heat»         | Lou Reed                    | 3:55     |  |
| 5.          | «Rock 'n' Roll Suicide»          |                             | 4:30     |  |

## Créditos
Créditos adaptados desde las notas del álbum.
Ziggy Stardust and the Spiders from Mars
- David Bowie – voz principal y coros, guitarra, saxofón, armónica
- Mick Ronson – guitarra líder, bajo eléctrico, coros
- Trevor Bolder – bajo eléctrico
- Mick Woodmansey – batería

Músicos adicionales
- Mike Garson – piano, Mellotron, órgano
- Ken Fordham – saxofón
- John Hutchinson – guitarra rítmica, coros
- Brian Wilshaw – saxofón tenor, flauta
- Warren Peace – coros, percusión

## Posicionamiento
| Gráficas (1983)                | Pico de posición |
| ------------------------------ | ---------------- |
| Australia (Kent Music Report)  | 67               |
| Reino Unido (UK Albums Chart)  | 17               |
| Estados Unidos (Billboard 200) | 89               |